# Peter Laube

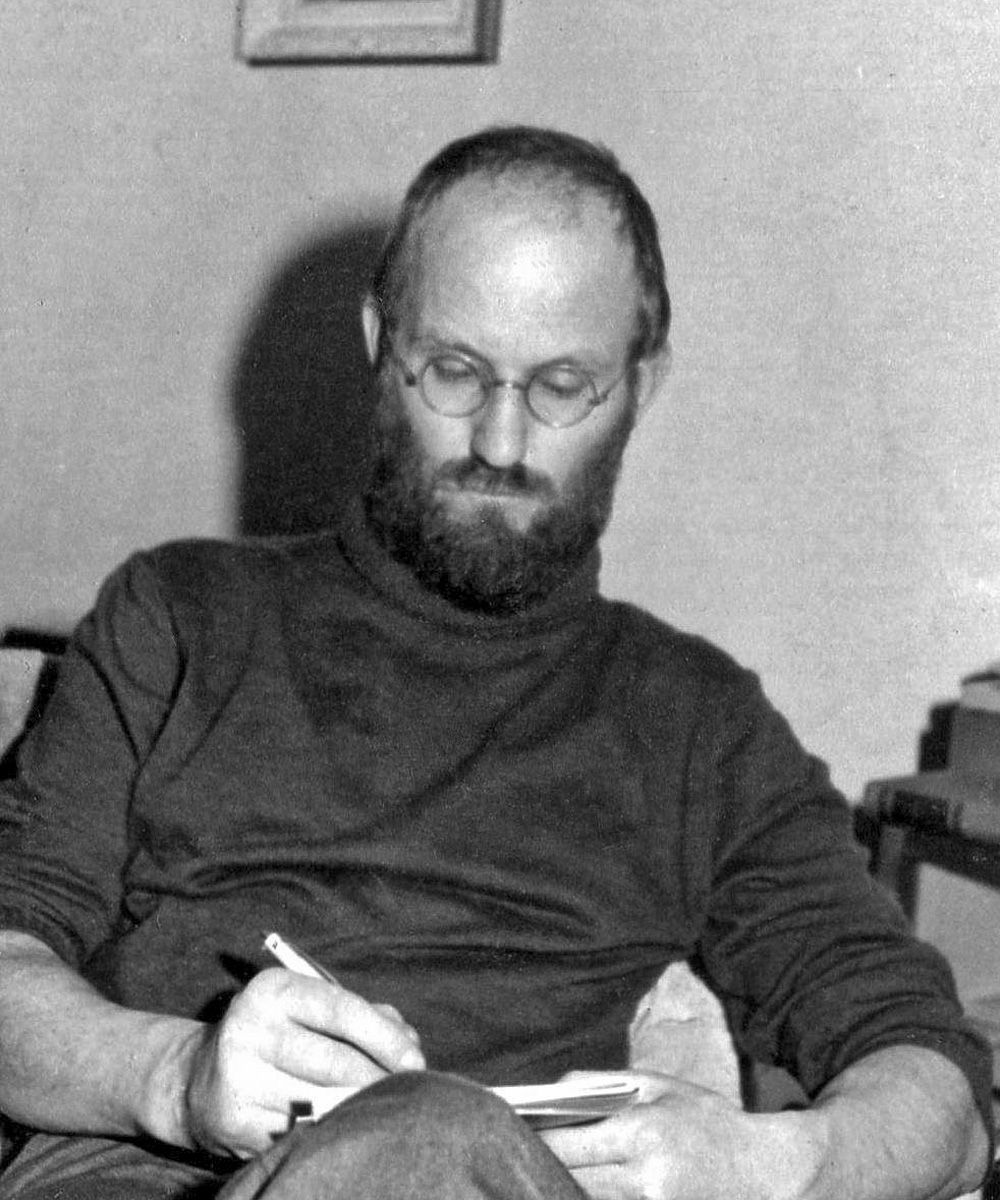
Peter Laube

Peter Laube (* 20. Februar 1942 in Petershagen bei Berlin; † 28. Oktober 1988 in Leipzig) war ein deutscher Maler und Grafiker.

## Leben
Nach einer Tischlerlehre und der Ausbildung zum Facharbeiter für Acker- und Pflanzenbau führte Peter Laube unterschiedliche Tätigkeiten, unter anderem bereits im Buchhandel, aus. Von 1965 bis 1968 studierte er an der Fachschule für Buchhändler in Leipzig (heute Teil der Hochschule für Technik, Wirtschaft und Kultur). Obwohl danach in gesicherter Position im Großbuchhandel, absolvierte er von 1969 bis 1974 ein Studium an der Hochschule für Grafik und Buchkunst (HGB) in Leipzig, unter anderem bei Werner Tübke und Rolf Kuhrt. Von 1975 bis 1978 war er Meisterschüler beim Buchgestalter Albert Kapr. In der Folgezeit war Peter Laube als Mitglied im Verband Bildender Künstler der DDR freischaffend vor allem als Illustrator in Leipzig tätig. Er gehörte zu den bemerkenswerten Grafikern der Stadt.
Arbeiten Laubes befinden sich u. a. im Lindenau-Museum Altenburg/Thür.
Laube war ab 1967 mit Dagmar geb. Hilse verheiratet.

## Werk
Das Ergebnis seiner allzu kurzen Schaffensperiode umfasst zahlreiche Ölgemälde, Aquarelle, Holzschnitte, Federzeichnungen und Radierungen.
Wolfgang U. Schütte schrieb 1978 über Laubes Grafik:

„Das Vordergründige, Plakative, Schreiende ist ohnehin nichts für Laube, er liebt eher das Ironische, das Hintergründige. In seinen meist kleinformatigen Zeichnungen und Radierungen – das sind ihm die willkommensten Techniken – kann er seiner Liebe zum Detail freien, wenn auch nicht ungezügelten Lauf lassen. Der Vorzug seiner Arbeiten ist ein leiser unaufdringlicher Humor, ...“

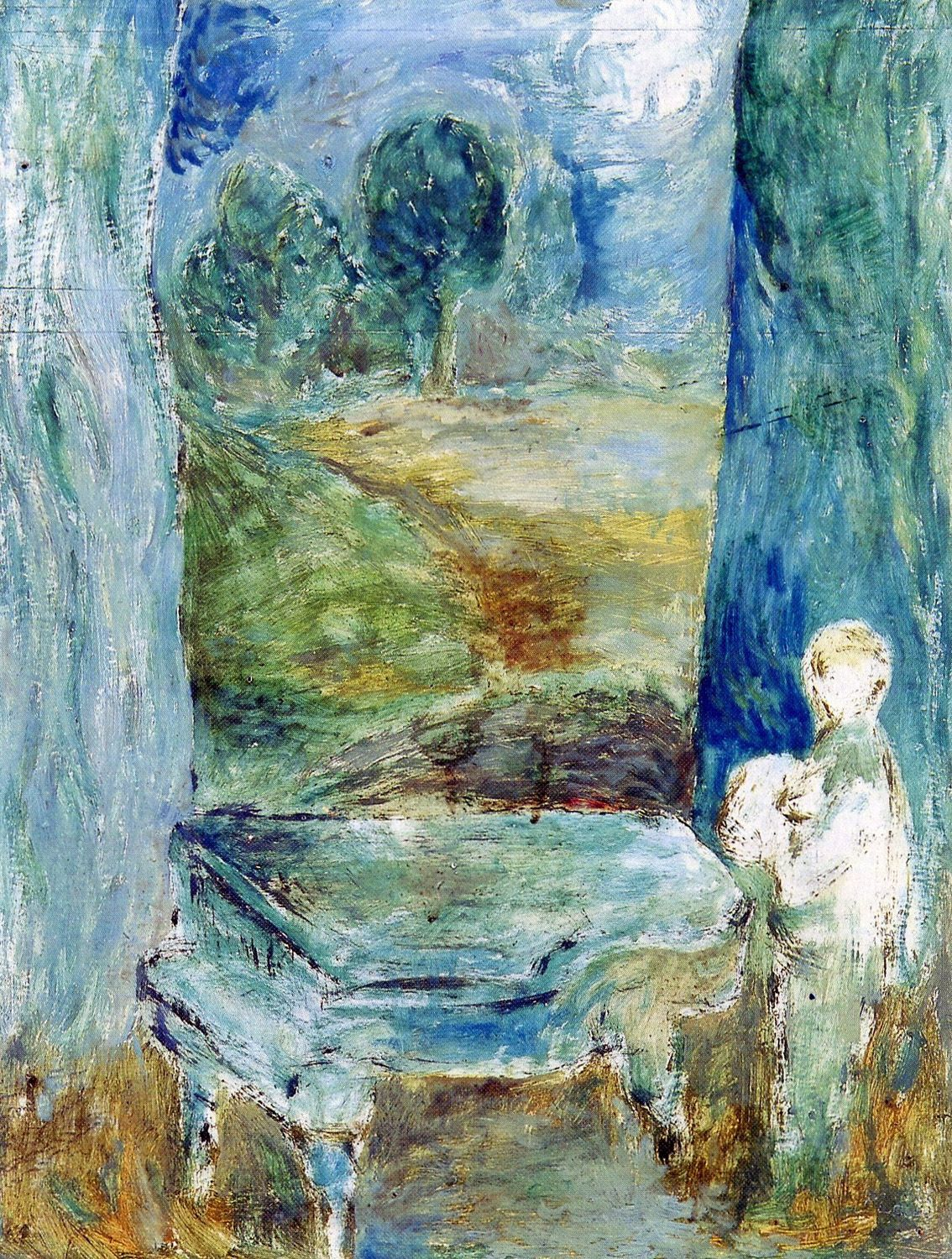
Flügel am Fenster (1978)
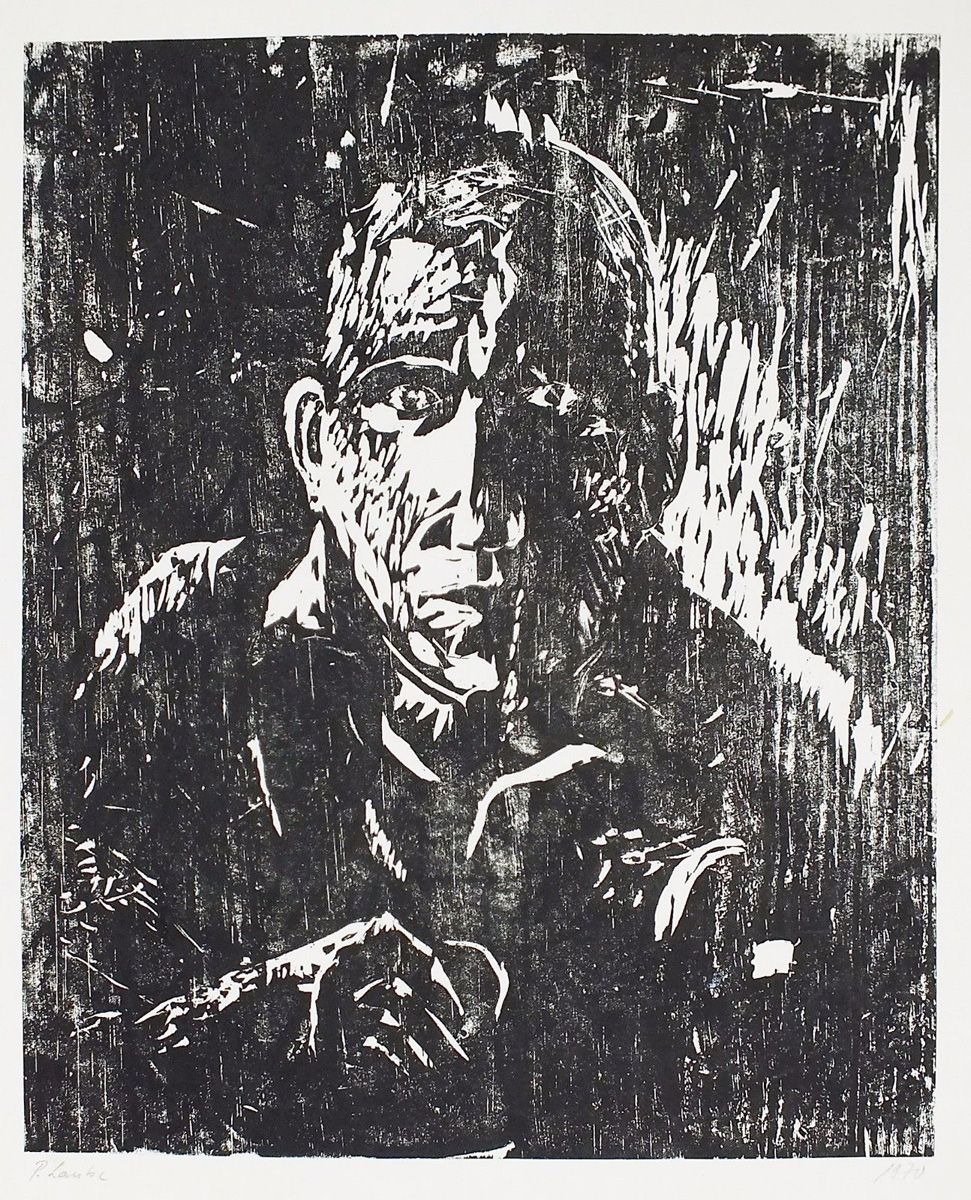
Frühes Selbstbildnis
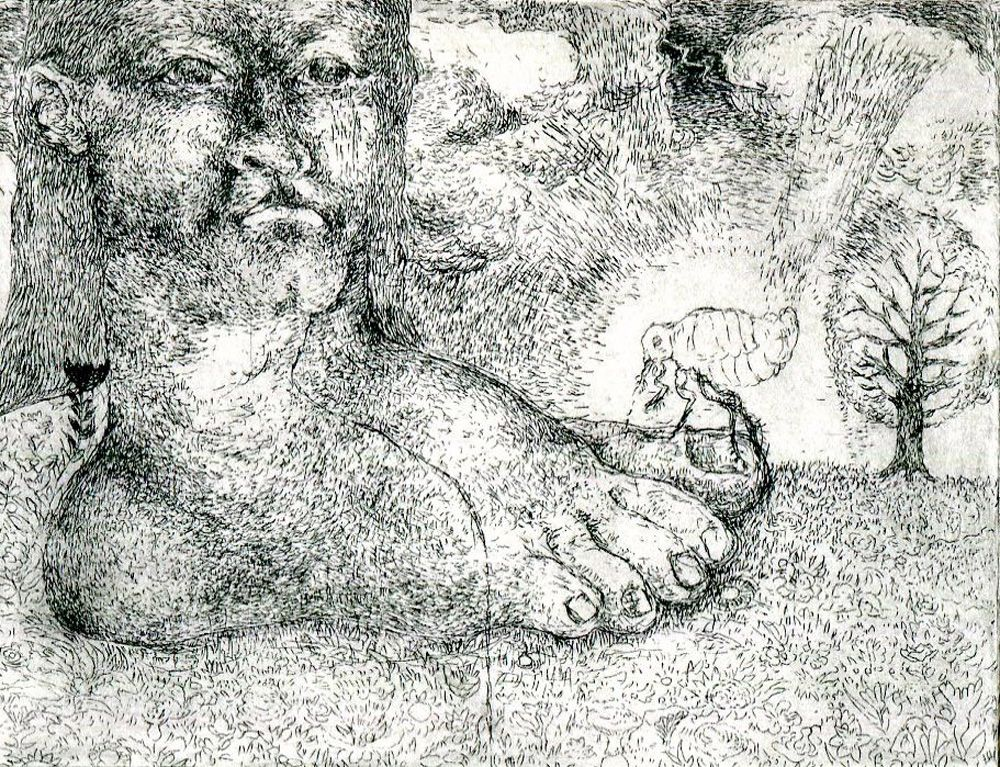
Der Flohstich (1974)
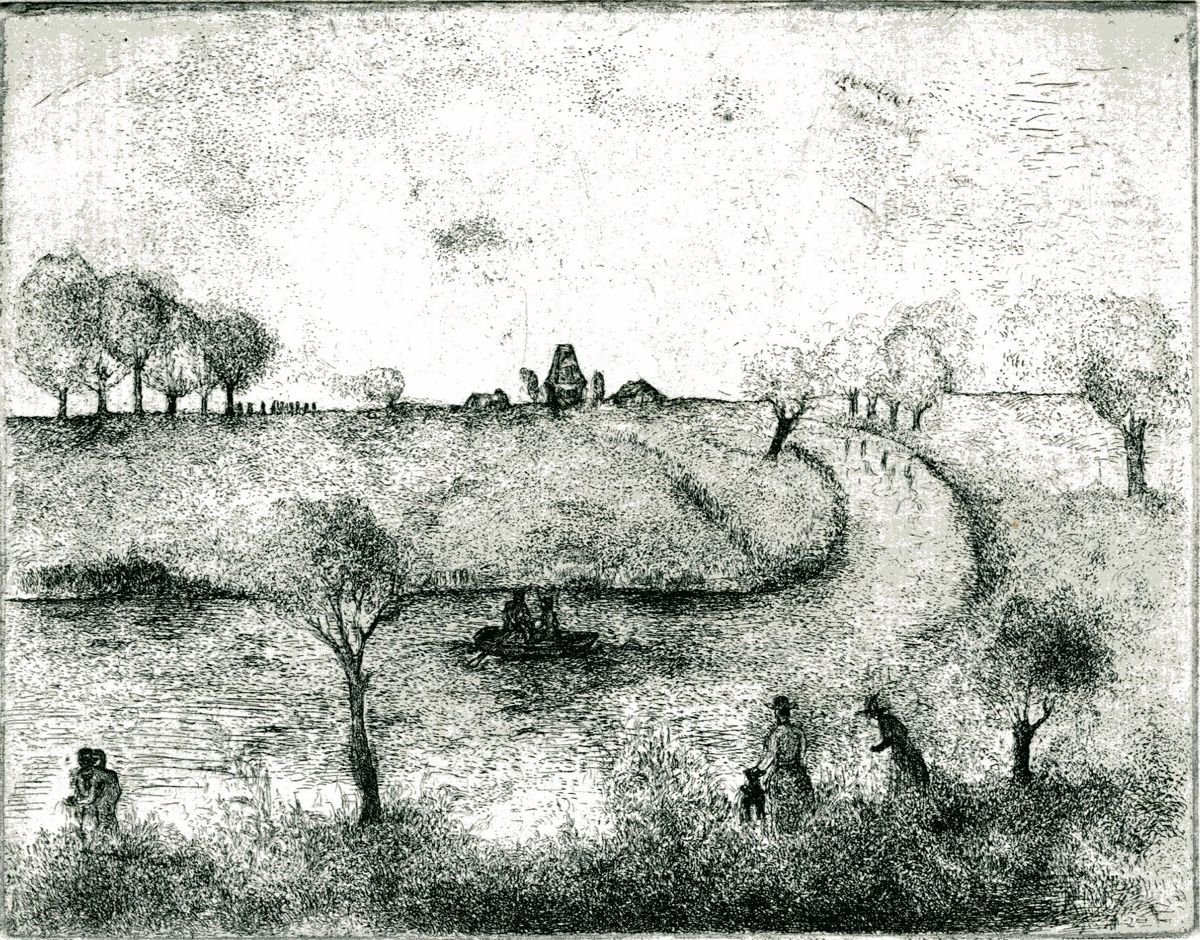
Am Fluss (1978)
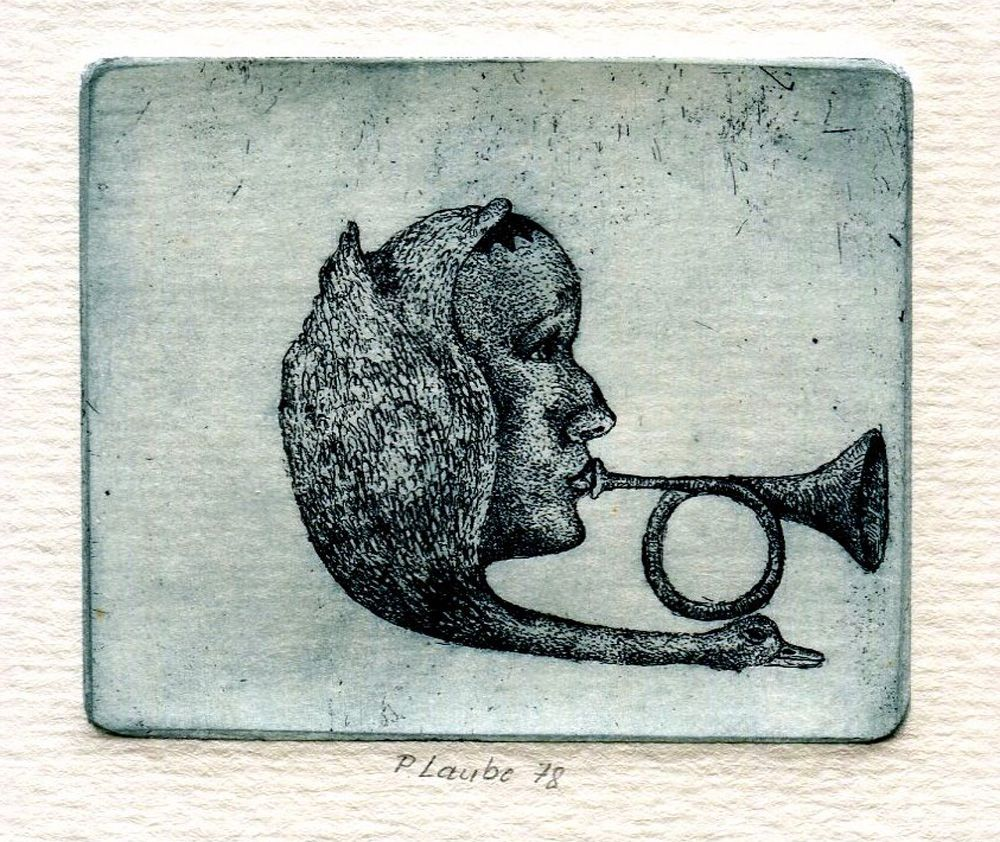
Der Trompeter (1978)
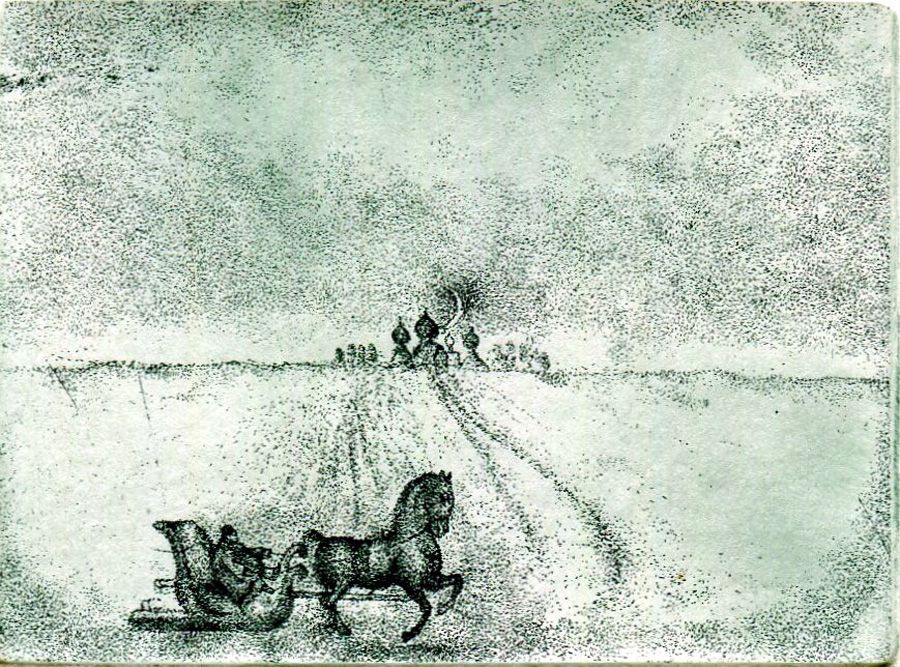
Schlittenfahrt (1980)

Peter Laubes große Liebe galt dem Buch. Für mehr als 50 Bücher schuf er die Illustrationen. Für ihn war das Illustrieren ein „Weiterschreiben“. Bereits in seiner Diplomarbeit findet man:

„Für mich ist das Weiterschreiben im bildnerischen Sinne von großer Bedeutung, weil es die Literatur nicht versiegelt, einmauert, sondern für Phantasie, für produktives Lesen und Betrachten Spielraum lässt.“

Rita Jorek bezeichnete ihn in diesem Zusammenhang als „Bildsteller“. Er illustrierte unter anderem:
- Jean Paul: Dr. Katzenbergers Badereise. Eulenspiegel-Verlag, Berlin, 1977
- Jonas Lie: Der Dreimaster Zukunft. Verlag Neues Leben, Berlin, 1979
- Victor Auburtin: Bescheiden steht am Straßenrand ..., Eulenspiegel-Verlag, Berlin, 1979
- Mynona: Das Nachthemd am Wegweiser und andere höchst merkwürdige Geschichten des Dr. Salomo Friedlaender. Eulenspiegel-Verlag, Berlin, 1980
- André Müller: Über das Unglück, geistreich zu sein, Anekdoten. Eulenspiegel-Verlag, Berlin, 1984
- Stephan Reimund Senge: Die Birke ragt in den Himmel. St.-Benno-Verlag, Leipzig, 1985
- Adalbert Stifter: Der Waldbrunnen : Erzählungen. Greifenverlag, Rudolstadt, 1987
- Matthias Biskupek: Leben mit Jacke : Geschichten.  Eulenspiegel-Verlag, Berlin, 1988
- Lene Voigt: ´s war ämal. Zentralhaus-Publikation, Leipzig, 1988
- Conrad Ferdinand Meyer: Die Hochzeit des Mönchs : Novellen. Greifenverlag, Rudolstadt, 1989

## Ausstellungen (unvollständig)

### Einzelausstellungen
- 20. Mai bis 29. Mai 1972, Palazzo della Pilotta, Parma
- 21. November bis 13. Januar 1979/80, Klubgalerie Kulturbund, Magdeburg
- 19. September bis 2. Januar 1982/83, Städtische Kunstsammlungen Görlitz

#### Postum
- 25. Oktober bis 7. Dezember 1989, Grafik, Galerie Süd, Leipzig
- 11. November 1995 bis 26. Januar 1996, Westphalsches Haus Markkleeberg

## Ausstellungsbeteiligungen
- 1979: Leipzig, Bezirkskunstausstellung
- 1976: Leipzig, Galerie am Sachsenplatz („Ausgewählte Handzeichnungen von Künstlern der DDR“)
- 1977: Berlin u. a. („100 ausgewählte Grafiken“)
- 1977: Altenburg/Thüringen, Lindenau-Museum („Zeichnung im Bezirks Leipzig“)
- 1978: Frankfurt/Oder, Galerie Junge Kunst („Junge Künstler der DDR“)
- 1979: Berlin, Ausstellungszentrum am Fernsehturm („Buchillustrationen in der DDR. 1949–1979“)
- 1979: Altenburg/Thüringen, Lindenau-Museum („Radierung und Kupferstich im Bezirk Leipzig“)
- 1982: Leipzig („10 Jahre Leipziger Grafikbörse“)
- 1982: Fürstenwalde, Altes Rathaus („Miniatur in der bildenden Kunst der DDR“)
- 1987: Leipzig, Museum der bildenden Künste („Leb und vergiss nicht. Graphik und Zeichnung von Künstlern der DDR zu russischer und sowjetischer Literatur“)

## Varia
Peter Laube war ein Jugendfreund des Autors Bernd-Lutz Lange und spielt in dessen Erinnerungsbuch Mauer, Jeans und Prager Frühling als „Pepe“ eine wesentliche Rolle.